# Les Fleurs du passé
Les Fleurs du passé (夏雪ランデブー, Natsuyuki Randebū) est un josei manga de Haruka Kawachi, prépublié entre juin 2009 et décembre 2011 dans le magazine Feel Young et publié par l'éditeur Shōdensha en quatre volumes reliés sortis entre février 2010 et avril 2012. La version française est éditée par Komikku Éditions en quatre tomes sortis entre février 2013 et janvier 2014.
Une suite intitulée Natsuyuki Rendez-vous - Bangaihen (夏雪ランデブー 番外編) est sortie le 8 novembre 2013 au Japon,.

## Personnages
Ryōsuke Hazuki (葉月 亮介, Hazuki Ryōsuke)
Rokka Shimao (島尾 六花, Shimao Rokka)
Atsushi Shimao (島尾 篤, Shimao Atsushi)
Miho Shimao (島尾 ミホ, Shimao Miho)

## Liste des volumes
| no | Japonais         | Japonais          | Français        | Français          |
| no | Date de sortie   | ISBN              | Date de sortie  | ISBN              |
| -- | ---------------- | ----------------- | --------------- | ----------------- |
| 1  | 20 février 2010  | 978-4-39-676487-6 | 14 février 2013 | 979-10-91610-10-0 |
| 2  | 8 septembre 2010 | 978-4-39-676503-3 | 27 juin 2013    | 979-10-91610-25-4 |
| 3  | 8 août 2011      | 978-4-39-676528-6 | 17 août 2013    | 979-10-91610-33-9 |
| 4  | 7 avril 2012     | 978-4-39-676544-6 | 23 janvier 2014 | 979-10-91610-36-0 |

| no        | Japonais        | Japonais          |
| no        | Date de sortie  | ISBN              |
| --------- | --------------- | ----------------- |
| Bangaihen | 8 novembre 2013 | 978-4-39-676589-7 |

## Anime
La série a été adaptée en anime de onze épisodes diffusés entre le 5 juillet 2012 et le 13 septembre 2012 sur noitaminA de la chaîne Fuji TV. Le générique de début, See You, est interprété par Yūya Matsushita, tandis que le générique de fin, Anata ni Deawanakereba ~Natsuyuki Fuyuhana~, est interprété par Aimer.

### Doublage
| Personnages    | Personnages    | Voix japonaises |
| -------------- | -------------- | --------------- |
| Atsushi Shimao | Atsushi Shimao | Jun Fukuyama    |
| Rokka Shimao   | Rokka Shimao   | Sayaka Ohara    |
| Ryōsuke Hazuki | Ryōsuke Hazuki | Yūichi Nakamura |
| Miho Shimao    | Miho Shimao    | Yumi Touma      |

### Édition japonaise
Shōdensha
1. 1 2  (ja) « Tome 1 », sur s-book.net
2. 1 2  (ja) « Tome 2 », sur s-book.net
3. 1 2  (ja) « Tome 3 », sur s-book.net
4. 1 2  (ja) « Tome 4 », sur s-book.net
5. 1 2  (ja) « Bangaihen », sur s-book.net

### Édition française
Komikku Éditions
1. 1 2  « Tome 1 », sur manga-news.com
2. 1 2  « Tome 2 », sur manga-news.com
3. 1 2  « Tome 3 », sur manga-news.com
4. 1 2  « Tome 4 », sur manga-news.com